# George Baldock
George Henry Ivor Baldock, anche noto in Grecia come Tzortz Mpalntok (Τζορτζ Μπάλντοκ; Buckingham, 9 marzo 1993 – Glifada, 9 ottobre 2024), è stato un calciatore greco con cittadinanza britannica, di ruolo difensore.

## Biografia
Di origini greche tramite la nonna, era fratello minore di Sam Baldock, a sua volta calciatore.
Il 9 ottobre 2024, mentre si trovava nella sua casa di Glifada, in Grecia, è stato trovato morto all'interno della piscina dell'abitazione.

## Caratteristiche tecniche
Era un terzino destro molto veloce e rapido, bravo in copertura. Si distingueva anche come assist-man grazie alle sue capacità come crossatore. Nello Sheffield United con Chris Wilder giocava esterno destro nel 3-5-2, percorrendo tutta la corsia sia per attaccare sia per difendere.

## Carriera

### Club

#### MK Dons e vari prestiti
Dopo aver fatto le giovanili nell’MK Dons, riesce ad arrivare in prima squadra dove esordisce il primo maggio 2010, all’età di 17 anni. Baldock fa il suo esordio in League One contro il Brighton, match finito 0-0.
Dopo aver giocato solo altre 2 partite, viene mandato in prestito al Northampton Town, con cui gioca solo 5 partite in League Two.
Nella stagione 2011/12, viene ceduto in prestito al Tamworth in National. Anche in questo caso gioca solo 3 partite.
In quella stessa stagione torna dal prestito, per essere poi rigirato in Islanda verso l’ÍBV.
Con questa squadra totalizza 16 presenze segnando anche il suo primo gol della carriera.
Con questo club gioca anche le qualificazioni per l’Europa League, segnando anche nel match dove poi sono stati eliminati.
Nella stagione 2012/13 torna ancora in prestito al Tamworth dove questa volta gioca 15 partite segnando un altro gol.
Nella stagione 2013/14 viene riconfermato nell‘MK Dons con cui gioca 49 partite in League One.
Inoltre segna due gol, e il primo nel match vinto 2-1 contro l’Oldham.
Nonostante le buone prestazioni viene mandato un'altra volta in prestito, questa volta all’Oxford United con cui gioca 39 partite segnando 3 gol.
Nella stagione 2016/17 torna all’MK Dons dove viene confermato e gioca 52 partite, senza mai trovare, però, il gol.

#### Sheffield United
La sua carriera all’MK Dons finisce nel 2017 quando viene acquistato dallo Sheffield United per 740.000 euro. Diviene presto un titolare delle blades con cui raggiunge la promozione in Premier League. Realizza il primo gol nella massima serie contro il Tottenham il 9 novembre 2019 (1-1).

### Nazionale
Nel maggio 2022 viene convocato per la prima volta dalla Grecia, nazionale delle sue origini, con cui esordisce il 2 giugno dello stesso anno nel successo per 0-1 in casa dell'Irlanda del Nord in Nations League.

## Statistiche

### Cronologia presenze e reti in nazionale
| Cronologia completa delle presenze e delle reti in nazionale ― Grecia | Cronologia completa delle presenze e delle reti in nazionale ― Grecia | Cronologia completa delle presenze e delle reti in nazionale ― Grecia | Cronologia completa delle presenze e delle reti in nazionale ― Grecia | Cronologia completa delle presenze e delle reti in nazionale ― Grecia | Cronologia completa delle presenze e delle reti in nazionale ― Grecia | Cronologia completa delle presenze e delle reti in nazionale ― Grecia | Cronologia completa delle presenze e delle reti in nazionale ― Grecia |
| Data                                                                  | Città                                                                 | In casa                                                               | Risultato                                                             | Ospiti                                                                | Competizione                                                          | Reti                                                                  | Note                                                                  |
| --------------------------------------------------------------------- | --------------------------------------------------------------------- | --------------------------------------------------------------------- | --------------------------------------------------------------------- | --------------------------------------------------------------------- | --------------------------------------------------------------------- | --------------------------------------------------------------------- | --------------------------------------------------------------------- |
| 2-6-2022                                                              | Belfast                                                               | Irlanda del Nord                                                      | 0 – 1                                                                 | Grecia                                                                | UEFA Nations League 2022-2023 - 1º turno                              | -                                                                     | 90+2’                                                                 |
| 5-6-2022                                                              | Pristina                                                              | Kosovo                                                                | 0 – 1                                                                 | Grecia                                                                | UEFA Nations League 2022-2023 - 1º turno                              | -                                                                     |                                                                       |
| 9-6-2022                                                              | Volo                                                                  | Grecia                                                                | 3 – 0                                                                 | Cipro                                                                 | UEFA Nations League 2022-2023 - 1º turno                              | -                                                                     |                                                                       |
| 12-6-2022                                                             | Volo                                                                  | Grecia                                                                | 2 – 0                                                                 | Kosovo                                                                | UEFA Nations League 2022-2023 - 1º turno                              | -                                                                     |                                                                       |
| 24-9-2022                                                             | Larnaca                                                               | Cipro                                                                 | 1 – 0                                                                 | Grecia                                                                | UEFA Nations League 2022-2023 - 1º turno                              | -                                                                     |                                                                       |
| 27-9-2022                                                             | Atene                                                                 | Grecia                                                                | 3 – 1                                                                 | Irlanda del Nord                                                      | UEFA Nations League 2022-2023 - 1º turno                              | -                                                                     |                                                                       |
| 24-3-2023                                                             | Faro                                                                  | Gibilterra                                                            | 0 – 3                                                                 | Grecia                                                                | Qual. Euro 2024                                                       | -                                                                     |                                                                       |
| 16-6-2023                                                             | Atene                                                                 | Grecia                                                                | 2 – 1                                                                 | Irlanda                                                               | Qual. Euro 2024                                                       | -                                                                     |                                                                       |
| 19-6-2023                                                             | Saint-Denis                                                           | Francia                                                               | 1 – 0                                                                 | Grecia                                                                | Qual. Euro 2024                                                       | -                                                                     |                                                                       |
| 17-11-2023                                                            | Atene                                                                 | Grecia                                                                | 2 – 0                                                                 | Nuova Zelanda                                                         | Amichevole                                                            | -                                                                     |                                                                       |
| 21-3-2024                                                             | Atene                                                                 | Grecia                                                                | 5 – 0                                                                 | Kazakistan                                                            | Qual. Euro 2024                                                       | -                                                                     | 67’                                                                   |
| 26-3-2024                                                             | Tbilisi                                                               | Georgia                                                               | 0 – 0 dts (4 – 2 dtr)                                                 | Grecia                                                                | Qual. Euro 2024                                                       | -                                                                     | 6’ 61’                                                                |
| Totale                                                                |                                                                       | Presenze                                                              | 12                                                                    |                                                                       | Reti                                                                  | 0                                                                     |                                                                       |